# Adrien Payn
Adrien Henri Payn (Paris, 30 juillet 1800 - Montévrain, 3 octobre 1855) est un auteur dramatique et romancier français du XIXe siècle.

## Biographie
Ses pièces ont été représentées sur les plus grandes scènes parisiennes du XIXe siècle : Théâtre de l'Ambigu-Comique, Théâtre du Gymnase-Dramatique, Théâtre de la Porte-Saint-Martin, etc.
Payn fut maire de Montévrain de 1848 à 1854.

## Œuvres
- La Cousine supposée, comédie en 1 acte et en prose, avec René Perin et Villard, 1823
- Roc l'exterminateur, mélodrame comique en 3 actes, avec Théodore Nézel, 1828
- Le Tir et le Restaurant, comédie-vaudeville en 1 acte, avec Nézel et Overnay, 1831
- Le Watchman, drame en 3 actes et 6 tableaux, avec Benjamin Antier et Overnay, 1831
- Marie-Rose, ou la Nuit de Noël, drame en 3 actes, avec Saint-Amand, 1832
- Chérubin, ou le Page de Napoléon, comédie-vaudeville en 2 actes, avec Adrien Delaville, Charles Desnoyer, Edmond de Biéville et Adrien Viguier, 1835
- Le Doyen de Killerine, comédie-vaudeville en 2 actes d'après le roman de l'abbé Prévost, avec Armand Joseph Overnay, 1836
- La Peur du tonnerre, vaudeville en 1 acte, avec Overnay, 1840
- Trois Amours d'Anglais, ballet-comique en 1 acte, 1850
- Une réputation, ou le Marchand de casimir noir, roman, Perrotin, 1853